# 22 Rezerwowa Dywizja Piechoty (Cesarstwo Niemieckie)
22 Rezerwowa Dywizja Piechoty (niem. 22. Reserve-Division)  – związek taktyczny Armii Cesarstwa Niemieckiego. 
W sierpniu 1914 rozwinięto w Niemczech do etatów wojennych istniejące w okresie pokoju związki operacyjne (armie) i związki taktyczne. W tym też miesiącu z rekrutów, rezerwistów i ochotników znajdujących się  w korpuśnych ośrodkach szkoleniowych zorganizowano jednostki rezerwowe.

W składzie IV Rezerwowego Korpusu Armijnego została rozwinięta między innymi 22 Rezerwowa Dywizja Piechoty. W I wojnie światowej dywizja walczyła na froncie zachodnim.

## Struktura organizacyjna
Skład w sierpniu 1914:
- dowództwo dywizji
- 43 Rezerwowa Brygada Piechoty
  - 71 rezerwowy pułk piechoty
  - 94 rezerwowy pułk piechoty
  - 11 rezerwowy batalion strzelców
- 44 Rezerwowa Brygada Piechoty
  - 32 rezerwowy pułk piechoty
  - 82 rezerwowy pułk piechoty
- 22 rezerwowy pułk artylerii polowej
- 1 rezerwowy pułk strzelców konnych